# Chassalia androrangensis
Chassalia androrangensis är en måreväxtart som beskrevs av Cornelis Eliza Bertus Bremekamp. Chassalia androrangensis ingår i släktet Chassalia och familjen måreväxter. Inga underarter finns listade i Catalogue of Life.